# Dos-vert à joues blanches
Nesocharis capistrata
Genre
Espèce
Statut de conservation UICN

 LC  : Préoccupation mineure
Statut CITES
Le Dos-vert à joues blanches (Nesocharis capistrata) est une espèce de passereau placée dans la famille des Estrildidae.

## Répartition
Son aire fragmentée s'étend à travers le Soudan (région) et le nord de la forêt du bassin du Congo.